# 胡文 (十六国)
胡文（？—？），安定郡臨涇縣人，五胡十六國時前秦大臣。
胡文为人博闻强识，350年，苻健自称晋朝的征西大将军、都督关中诸军事、雍州刺史，任命武威人贾玄硕为左长史，洛阳人梁安为右长史，段纯为左司马，辛牢为右司马，京兆人王鱼、安定人程肱、胡文等为军谘祭酒。苻健死后，苻生继承皇位，胡文为中书监。355年，胡文与中书令王鱼上奏苻生：“天文有变，异星划过大角星座，火星进入井宿。不出三年国家就会出现帝王、皇后死亡，要求生修德避免丧乱。”苻生因此杀害梁皇后及太傅毛贵、尚书令梁楞、左仆射梁安等公卿大臣。